# Adobe Fireworks
Adobe Fireworks (также известный как FW, ранее Macromedia Fireworks) — растровый и векторный графический редактор компании Adobe для веб-дизайнеров и разработчиков, позволяющий быстро создавать, редактировать и оптимизировать изображения для сайтов, эскизы сайтов и веб-приложений.

## О редакторе
Fireworks содержит библиотеку готовых настроек и хорошо интегрирован с Adobe Photoshop, Adobe Illustrator, Adobe Dreamweaver и Adobe Flash. Интерфейс программы очень похож на интерфейс обычного графического редактора. После того как Adobe приобрела компанию Macromedia (разработчика Flash, Dreamweaver), программа заменила собой Adobe ImageReady.
С мая 2013 года компания Adobe прекратила разработку программы Fireworks.

## Версии
| Версия (№)      | Дата выпуска   | Что нового: |
| --------------- | -------------- | --- |
| 1.0             | 1998           | |
| 2.0             | 1999           | |
| 3.0             | 1999           | |
| 4.0             | 2000           | |
| «MX» (6.0)      | 2002           | |
| «MX 2004» (7.0) | 2003           | |
| «8» (8.0)       | 2005           | |
| «CS3» (9.0)     | Апрель 2007    | Панель Pages (создание мнгостраничных документов); масштабирование без геометрических искажений (9-slice scaling); интеграция с Adobe Bridge CS3; Adobe Photoshop CS3 и Adobe Illustrator CS3.                                                             |
| «CS4» (10.0)    | Ноябрь 2008    | Новый пользовательский интерфейс; экспорт PDF; экспорт CSS; обновления панели «Стили»; настраиваемые и повторно используемые ресурсы; улучшенная работа со шрифтами; интеграция Adobe ConnectNow; интеграция Adobe Kuler; улучшенное рабочее пространство. |
| «CS5» (11.0)    | 29 апреля 2010 | Визуализация с точностью до пикселов; поддержка рабочих процессов приложений Adobe Flash; шаблоны проектов; поддержка Adobe Swatch Exchange; интеграция с Adobe Device Central; улучшенные возможности расширения.                                         |
| «CS6» (12.0)    | 7 мая 2012     | - Поддержка каскадных таблиц стилей (CSS) - Создание тем в jQuery Mobile - Создание спрайтов CSS - Доступ к файлам API |